# Пассаннанте, Джованни
Джова́нни Пассанна́нте (итал. Giovanni Passannante; 19 февраля 1849, Савоя-ди-Лукания — 14 февраля 1910, Монтелупо-Фьорентино) — итальянский анархист, известный своим покушением на короля Италии Умберто I. Первоначально приговорён к смертной казни, позже приговор был заменён пожизненным заключением.

## Биография

### Ранние годы
Родился в Савоя-ди-Лукания от Паскаля и Марии Фьёре, был младшим из десяти детей, четверо из которых умерли в раннем возрасте. Вырос в бедной семье, с детства работал чернорабочим и пастухом, поэтому в школу ходил лишь короткое время. Позднее переехал в Вьетри-ди-Потенца, а после в Потенца, где стал работать поваром в остерии.
Там он встретил капитана королевской армии, который заметил интерес мальчика к обучению. Через некоторое время Пассаннанте уезжает с капитаном в Салерно, где получает от него жалование, позволяющее поступить в высшую школу. Таким образом, в свободное время Джованни начал читать Библию и труды Джузеппе Мадзини, которые приблизили его к республиканским идеям.
Пассаннанте начал посещать кружок Мадзини, из-за чего начались его первые проблемы с законом. Ночью, в мае 1870, он был обнаружен и арестован блюстителями порядка за распространение революционных листовок, направленных против монархии и папства. Спустя два месяца заключения в тюрьме, он вернулся в Потенца, где работал поваром. В 1872 году он возвращается в Салерно. В июне 1878 Пассаннанте переезжает в Неаполь, где изо дня в день менял место работы.

### Покушение на убийство

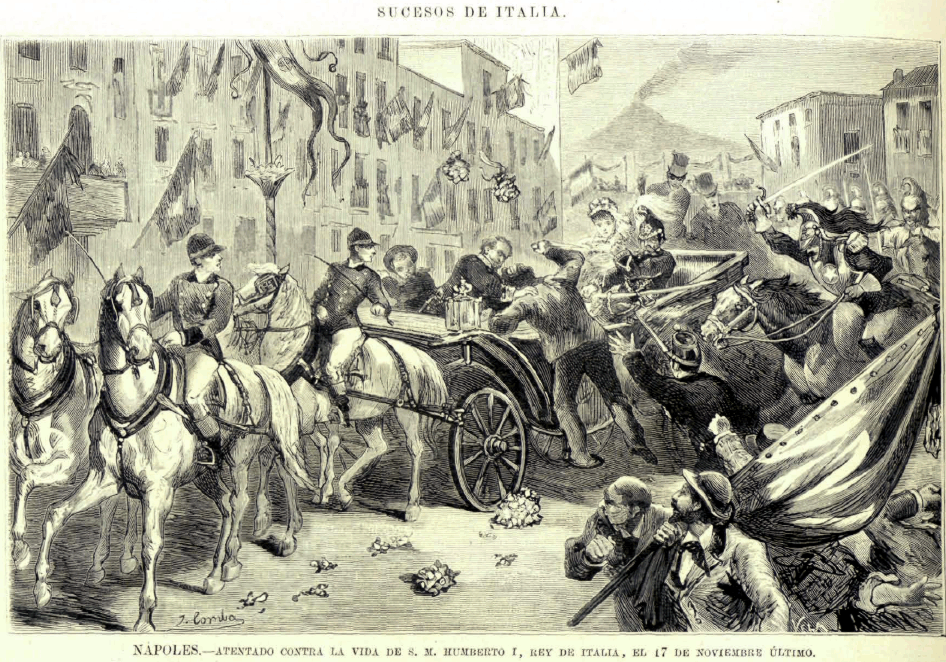
Пассаннанте атакует короля.

После смерти Виктора Эммануила II, его сын, Умберто I, подготовил тур по итальянским городам, чтобы показать себя в качестве нового правителя. Его сопровождали жена Маргарита Савойская и премьер-министр Бенедетто Кайроли. Королевский кортеж планировал посетить Неаполь, хотя в городском совете были жаркие споры, по поводу высоких трат на приём гостей.
17 ноября 1878 года, Умберто I и его королевский двор устроили парад в Неаполе. Пассаннанте, находясь среди толпы, ждал нужного момента. Когда король сказал «Largo della Carriera Grande», анархист подошел к его карете с выдуманной просьбой. Внезапно он вытащил нож и напал на него с криком «Да здравствует Орсини! Да здравствует всеобщая республика!»
Умберто I уклонился от нападения и получил лёгкое ранение руки. Королева Маргарита кинула в лицо Джованни букет и крикнула «Кайроли, спаси короля!». Кайроли взял его за волосы, но премьер-министр был ранен в ногу. Сам Джованни был ранен саблей в голову Стефани Дэ Джованнини, капитаном кирасиров, и был арестован. Он хотел убить короля 8-сантиметровым ножом, который был выменян за пиджак. Оружие было замотано в красную тряпку, на которой было написано «Смерть королю! Да здравствует универсальный республика! Да здравствует Орсини!»

### Последствия
Попытка убийства шокировало всю нацию, и правительство боялось анархистского заговора. Действия Пассаннанте привели к волнениям во многих городах, с несколькими убийствами, ранениями и арестами. 18 ноября во Флоренции группа анархистов бросила бомбу в толпу, которая праздновала неудачное покушение на короля. Двое мужчин и одна женщина убиты, и около 10 человек пострадали. Другая бомба взорвалась в Пизе, но обошлось без жертв.
Некоторые республиканцы, такие как Альберто Марио осудили его действия. Поэт Джованни Пасколи на манифестации социалистов в Болонье публично прочёл оду Пассаннанте, но никаких следов от неё не осталось, так как Пасколи уничтожил её сразу после прочтения. Известен только последний стих: «Con la berretta d’un cuoco faremo una bandiera» (с итал. — «Из колпака повара мы сделаем флаг»). После ареста некоторых анархистов, которые протестовали против содержания под стражей Пассаннанте, Пасколи и группа интернационалистов протестовала против вердикта, и поэт прокричал «Если это злодеи, то да здравствуют злодеи!». Пасколи и интернационалисты были арестованы.
Некоторые газеты направили необоснованные обвинения против Пассаннанте: веронская L’Arena и миланская Corriere della Sera изобразила его разбойником, который в прошлом убил женщину, а туринская типография сообщила, что его отец мафиози.
Через несколько дней после покушения на убийство, правительство Кайроли было обвинено в неспособности сохранять общественный порядок, и после выдвинутого вотума недоверия министра Гвидо Бачелли, Кайроли ушел в отставку.
Семья Пассаннате была заключена в тюрьму, только его брату удалось сбежать. Джованни Паррелла, мэр Савоя-ди-Лукания, отправился в Неаполь извиниться и просить помилования у Умберто I. В знак прощения, по совету монарших советников, родной город Пассаннанте был спешно переименован в Савоя-ди-Лукания (раньше город назывался Сальвия-ди-Лукания), указ вступил в силу 3 июля 1879 года.

### Приговор и смерть

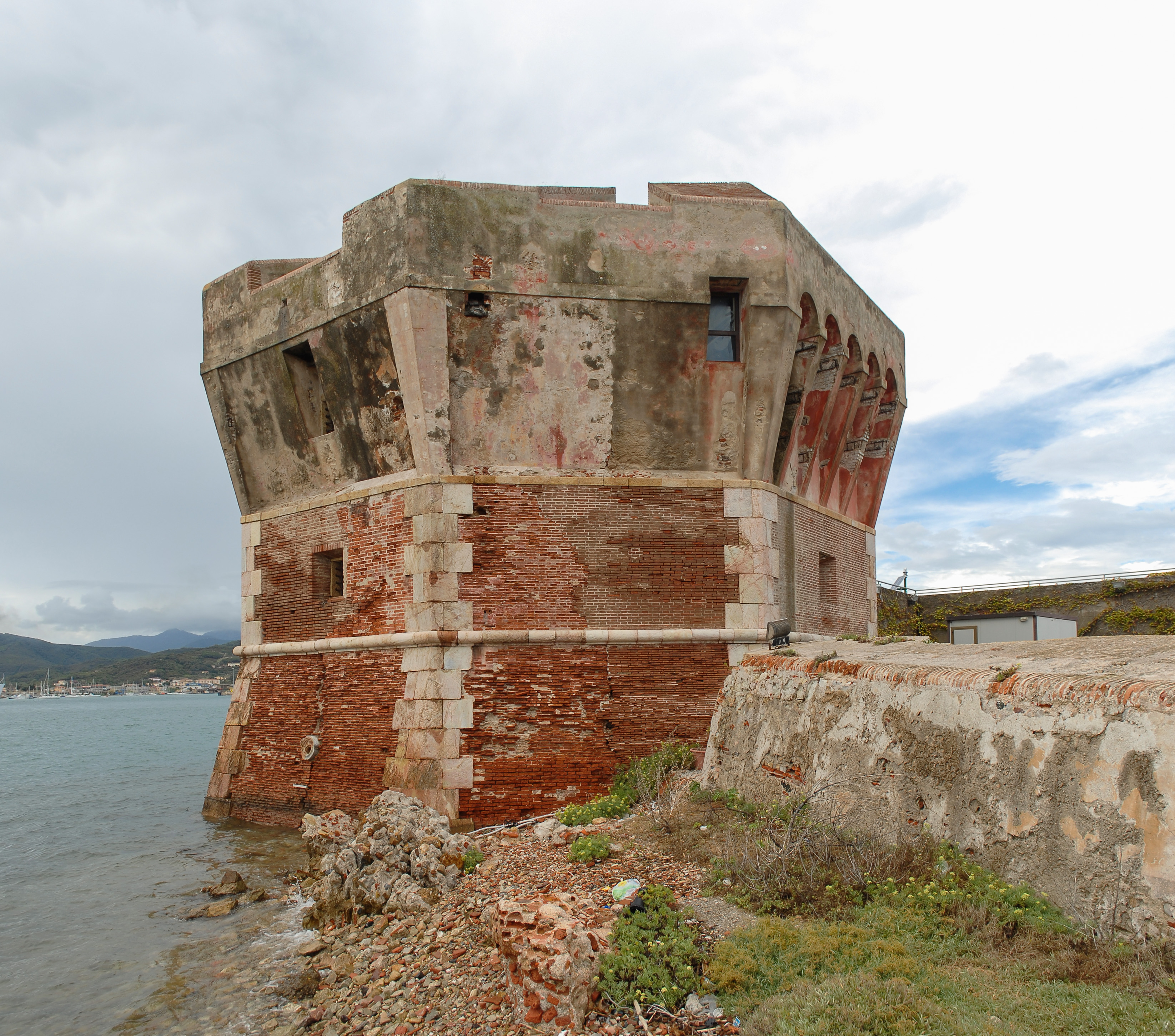
Башня, в которой был заключён Пассаннанте

Во время процесса, проходившего 6 и 7 марта 1879 года, Пассаннанте, который действовал в одиночку, утверждал, что идеи Рисорджименто преданы, правительство не заботится о людях, которые становятся беднее и беднее из-за роста налога на муку. 29 марта 1879 Пассаннанте был приговорён к смертной казни, хотя смертная казнь даётся только за убийство короля, но позже казнь была заменена пожизненным заключением.
Анархист был заключён в тюрьму в городе Портоферрайо, в маленькую и тёмную комнату, находящуюся ниже уровня моря, без туалета и с полной изоляцией на многие года. День за днём его психическое состояние становилось хуже, поскольку он не мог ни с кем разговаривать и сильно мучался. Он заболел цингой, был поражён свиным цепнем, облысел, его кожа облазила, веки завернулись, по показаниям некоторых свидетелей, он ел свои фекалии. Каждую ночь, моряки, которые находились около тюрьмы, слышали, как Пассаннанте кричит от боли.
В 1899 году, парламентарий Августо Бертани и журналистка Анна Мария Моззони осудило жестокое обращение с заключённым, вызвав большой скандал. После обследования профессорами Серафино Биффи и Аугусто Тамбурини, Джованни был признан сумасшедшим. Он умер в Монтелупо-Фьорентино, в возрасте 60 лет.

### После смерти

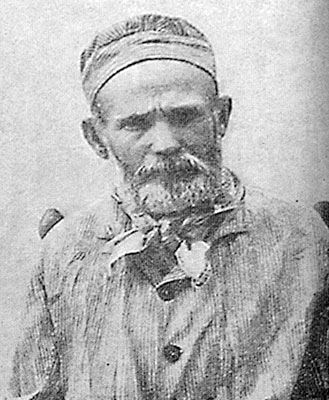
Пассаннанте в 1896 г.

После его смерти тело было обезглавлено, его мозг и череп стали предметом изучения криминалистов в соответствиями с теориями антрополога Чезаре Ломброзо. В 1935 году череп и мозг анархиста, законсервированные в формальдегиде, были выставлены напоказ в криминалистическом музее Римa, где их можно было увидеть на протяжении более 70 лет. Его останки занимали один из наиболее жутких стендов в музее в Италии, вызывая протесты и парламентские запросы. В 1998 министр юстиции Италии Оливьеро Дилиберто подписал указ о захоронении останков в Савоя-ди-Лукания, но он не действовал до 2007 года. Мозг и череп Пассаннанте продолжали находиться в музее.
В ночь на 10 мая 2007 года останки Пассаннанте были доставлены в Савоя-ди-Лукания и тайно захоронены лишь в присутствии мэра города Росини Риккарди, замминистра Вито Де Филиппо, губернатора Базиликаты и журналиста «La Nuova Del Sud».
Некоторые говорят, что это рекомендовали монархисты, потому что они не хотели, чтобы анархисты получали любую рекламу. 2 июня того же года прошла массовая акция памяти о погибшем в кафедральном соборе города.

## В кинематографе
В 2011 году итальянский кинорежиссёр Сержио Колабона снял о жизни анархиста художественный фильм «Пассаннанте».